# Team 7 Eleven Road Bike Philippines/Saison 2015
Dieser Artikel listet Erfolge und Fahrer des Radsportteams Team 7 Eleven Road Bike Philippines in der Saison 2015 auf.

## Abgänge – Zugänge
| Zugänge                       | Team 2014                          | Abgänge                             | Team 2015                         |
| ----------------------------- | ---------------------------------- | ----------------------------------- | --------------------------------- |
| Im Jae-yeon                   | CCN Cycling Team                   | Daniel Patten                       | Team Wiggins                      |
| Denver Casayuran              | LBC-MVPSF Cycling Pilipinas (2013) | Nicolas Edmundo                     | Unbekannt                         |
| Kenny Nijssen                 | Neoprofi                           | Carlos Gasmen                       | Unbekannt                         |
| Roel Quitoy (ab 1. Oktober)   | Neoprofi                           | Mark Bordeos                        | Unbekannt                         |
| Nelson Martin (ab 1. Oktober) | Neoprofi                           | Angel De Julian (bis 20. Mai)       | Kuwait Cycling Project            |
|                               |                                    | Edgar Nohales Nieto (bis 29. April) | Qinghai Tianyoude-BH Cycling Team |

## Mannschaft
| Name             | Geburtstag         | Nationalität |
| ---------------- | ------------------ | ------------ |
| Denver Casayuran | 8. November 1990   | Philippinen  |
| Ryan Cayubit     | 7. Juni 1991       | Philippinen  |
| Marcelo Felipe   | 10. Februar 1990   | Philippinen  |
| Mark Galedo      | 11. September 1985 | Philippinen  |
| Jae Yeon Im      | 6. September 1991  | Südkorea     |
| Chris Joven      | 24. Mai 1986       | Philippinen  |
| Nelson Martin    | 2. Januar 1988     | Philippinen  |
| Kenny Nijssen    | 6. September 1990  | Niederlande  |
| Dominic Pérez    | 1. Oktober 1994    | Philippinen  |
| Roel Quitoy      | 31. Oktober 1991   | Philippinen  |
| Jonipher Ravina  | 22. Juni 1981      | Philippinen  |